# Navion Boyd
Pour les articles homonymes, voir Boyd.
Navion Boyd, né le 10 octobre 1986, est un footballeur international jamaïcain évoluant au poste d'attaquant.

## Carrière
Boyd commence sa carrière professionnelle avec le Tivoli Gardens et remporte quelques trophées nationaux, dont celui de meilleur joueur de la saison 2009-2010. En 2009, il est sélectionné pour la première fois en équipe nationale jamaïcaine. Néanmoins, il rate la Coupe caribéenne des nations 2010 du fait d'une blessure. Il participe à la Gold Cup 2011.
En 2012, Boyd est prêté au Battery de Charleston, rejoignant son coéquipier Dane Kelly, et remporte la USL Pro la même année.

## Palmarès
- Champion de Jamaïque en 2009 et 2011 avec le Tivoli Gardens
- Vainqueur de la Coupe de Jamaïque en 2006 et 2011 avec le Tivoli Gardens
- Meilleur joueur du championnat jamaïcain 2009-2010
- Meilleur joueur du Tivoli Gardens 2009-2010
- Champion de la USL Pro en 2012 avec les Battery de Charleston